# Rio Glodu (Almaş)
O Rio Glodu é um rio da Romênia, afluente do Almaş, localizado no distrito de Sălaj.